# Trivigliano
Trivigliano är en ort och kommun i provinsen Frosinone i regionen Lazio i Italien. Kommunen hade 1 665 invånare (2018).